# 聖ヘレナ
聖ヘレナ（Helena、246/50年 - 330年8月18日）は、古代ローマ帝国の皇后（アウグスタ）、コンスタンティヌス1世の母。キリスト教会の聖人。

## 概略

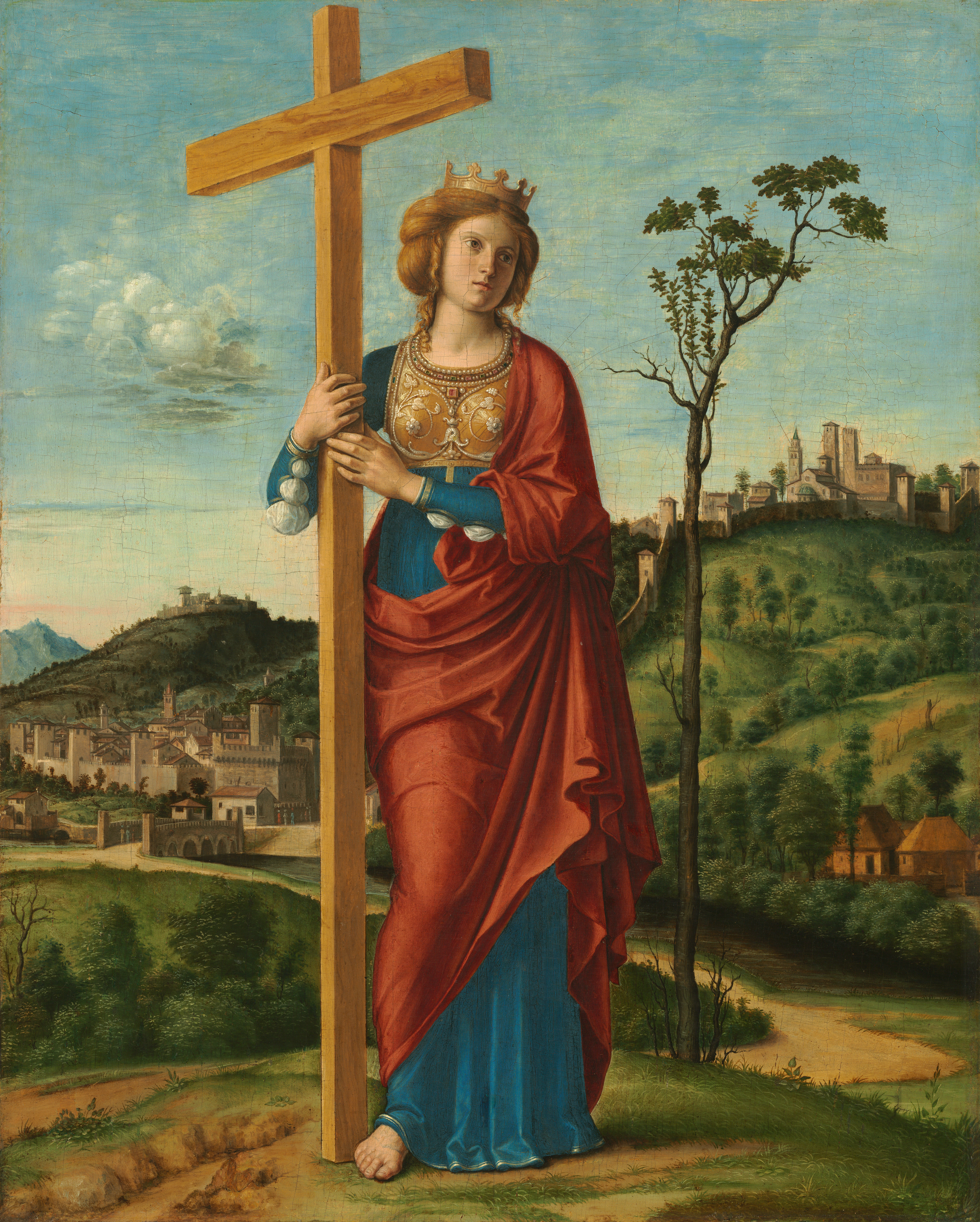
チーマ・ダ・コネリアーノ作の聖ヘレナ

生まれた場所に諸説あり、メソポタミアのカパル・パカルともエデッサともビテュニアともいわれる。身分は低く、セルビアのナイッススにあった旅館、または酒場で働いていたところを捕虜としてコンスタンティウス・クロルスの手に陥る。コンスタンティウスの妾（正妻ともいう）となり、274年にはコンスタンティヌスを生む。293年にコンスタンティウスがマクシミアヌス帝の娘フラウィア・マクシミアナ・テオドラと結婚するために政略的に離婚させられる。再婚することもなく、あいまいな立場であったが、306年にコンスタンティウス1世が死にヘレナの息子が副帝に任命されたことにより、彼女の皇后としての地位が追認された。313年頃にキリスト教に改宗。その後は私財を投じて巡礼・慈善・教会建立の仕事をしてキリスト教のためにつくした。325年、アウグスタの称号を受けた。330年に死去。彼女の死後にビテュニアのドレパヌムという街はヘレノポリスと名づけられた。

## 伝説・逸話

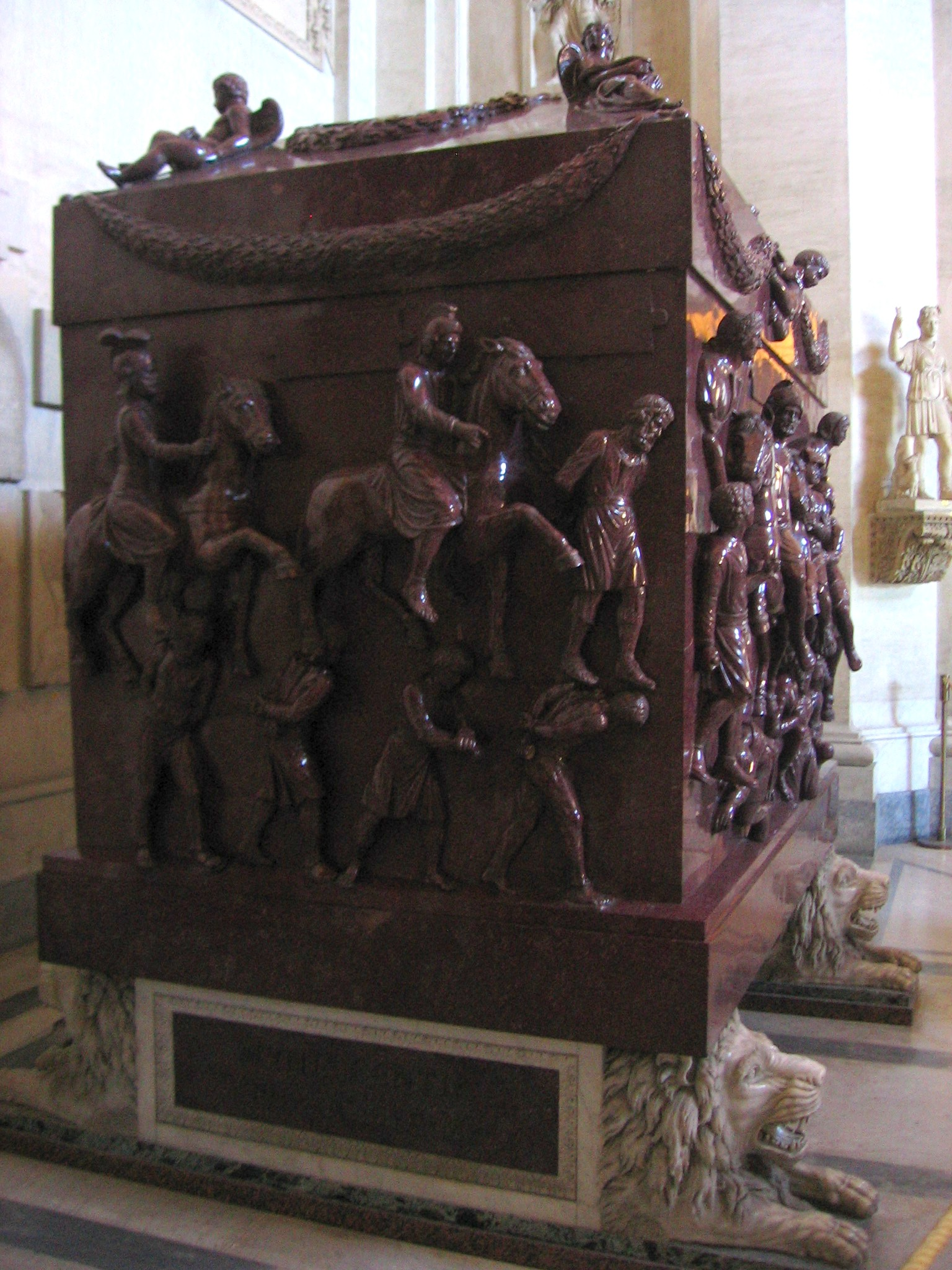
聖ヘレナの石棺（バチカン美術館蔵）

- 320年頃、ゴルゴタに巡礼し、キリストが磔になった十字架を発見した、とされる。伝説によればヘレナは息子のコンスタンティヌスに依頼されてこの地を訪れ、9月14日に探し出したという。このとき同じ場所で聖釘（キリストに打ち付けた釘）も見つかった[1]。聖釘と十字架の破片はモンツァ（イタリア）の博物館が所蔵している[2]。この十字架をめぐるヘレナの伝説は4世紀末にヨーロッパから起こった[1]。
- イエスの脇腹を刺した槍を発見[3]。
- イエス生誕に来訪し救世主として礼拝したという3人の博士（王）の遺骸を発見しコンスタンティノポリスに運び、ミラノ司教であった聖エウストルギウスに懇願されてこれらを贈与した[4]。
- 聖母マリアがイエスを産み落とす時に使った飼い葉桶のまぐさをローマに持ち帰った[5]。
- ヘレナがキリスト教に改宗したきっかけは、聖シルウェステルが異教徒との争論の際に示した奇跡のためであった[6]。
- ヘレナは自分がそのために離婚させられたテオドラの孫（ダルマティウスとユリウス・コンスタンティウスの息子たち）を憎み、彼女の存命中は宮廷から遠ざけた[7]。
- ヘレナはイギリス王の娘であったという伝説は、ジェフリー・オブ・モンマスによって広まる。

### 日本語訳
- ヤーコプ・ブルクハルト『コンスタンティヌス大帝の時代』（筑摩書房、2003年）
- ヤコブス・デ・ウォラギネ『黄金伝説』（平凡社、2006年）
- エドワード・ギボン『ローマ帝国衰亡史』（二）（岩波文庫、1951年）
- エウセビオス『コンスタンティヌスの生涯』（京都大学学術出版会、2004年）